# Disphragis normula
Disphragis normula är en fjärilsart som beskrevs av Paul Dognin 1909. Disphragis normula ingår i släktet Disphragis och familjen tandspinnare. Inga underarter finns listade i Catalogue of Life.